# Casale di Pari
Casale di Pari est une frazione de la commune de Civitella Paganico, province de Grosseto, en Toscane, Italie. Au moment du recensement de 2011 sa population était de 184 habitants.

## Monuments
- Église San Donato (XVe siècle)
- Palais de l'évêque, construit en 1573